# Ljubow Uschakowa
Ljubow Uschakowa (russisch Любовь Ушакова, engl. Transkription Lyubov Ushakova; * 20. September 1997) ist eine kasachische Sprinterin, die sich auf die 400-Meter-Distanz spezialisiert.

## Sportliche Laufbahn
Erste Erfahrungen bei internationalen Meisterschaften sammelte Ljubow Uschakowa bei den Jugend-Asienspielen 2013 in Nanjing, bei denen sie über 200 Meter in der ersten Runde ausschied. Anschließend nahm sie an den Jugendweltmeisterschaften in Donezk teil und scheiterte auch dort über diese Distanz im Vorlauf. Im Jahr darauf nahm sie an den Olympischen Jugendspielen in Nanjing teil und belegte im 400-Meter-Lauf im B-Finale den fünften Platz. 2016 nahm sie an den Juniorenasienmeisterschaften in der Ho-Chi-Minh-Stadt teil und wurde in 25,07 s Sechste im 200-Meter-Lauf, wurde mit der 4-mal-400-Meter-Staffel in 3:55,08 min Vierte und mit der 4-mal-100-Meter-Staffel Fünfte. 
2018 nahm sie mit der Staffel an den Hallenweltmeisterschaften in Birmingham teil, bei denen sie sich mit 3:40,54 min nicht für das Finale qualifizierte. Ende August nahm sie erstmals an den Asienspielen in Jakarta teil und belegte mit der 4-mal-400-Meter-Staffel den sechsten Platz.
2018 wurde Uschakowa Kasachische Meisterin über 400 Meter. Sie absolviert ein Lehramtsstudium für Sport an der Staatlichen Universität Qaraghandy.

## Persönliche Bestzeiten
- 200 Meter: 24,48 s (0,0 m/s), 17. Juni 2018 in Bischkek
  - 200 Meter (Halle): 24,88 s, 30. Januar 2016 in Öskemen
- 400 Meter: 54,98 s, 16. Juni 2018 in Bischkek
  - 400 Meter (Halle): 56,19 s, 16. Februar 2018 in Öskemen